# Jessikka Aro
Jessikka Aro (Finlàndia, 19 de desembre de 1980) és una periodista finlandesa. Al setembre del 2014, la investigadora que treballa per al servei de notícies públic Yle va començar a estudiar i analitzar l'activitat dels trols pro-russos a Internet. Esdevingué aleshores al cap de poc temps víctima d'assetjament per part d'una xarxa favorable al govern de Putin, com també li va passar a la investigadora Saara Jantunen, i alhora de difamació per part d'Ilja Janitskin i Johan Bäckman, que van ser condemnats tots dos el 2018.
Les seves recerques tingueren més ressò quan va publicar el 2019 el seu llibre, Putinin trollit ("Els trols de Putin"), que es va traduir posteriorment a diverses llengües entre les quals el polonès i el romanès.
Arran de les seves recerques es va anunciar al gener del 2019 que rebria l'International Women of Courage Award, guardó que li va ser retirat però poc temps abans de la cerimònia al mes de març a conseqüència de les seves crtiques a Internet sobre l'aleshores president dels Estats Units Donald Trump.
Ha de publicar un altre estudi sobre aquesta temàtica, en llengua anglesa, al juny del 2022: Putin's Trolls: On the Frontlines of Russia's Information War Against the World.

## Obres
- Putinin trollit (2019)
- Putin's Trolls: On the Frontlines of Russia's Information War Against the World